# مايك دوغلاس
مايك دوغلاس (بالإنجليزية: Mike Douglas)‏ هو مغني ومقدم تلفزيوني وممثل أمريكي، ولد في 11 أغسطس 1925 بشيكاغو في الولايات المتحدة، وتوفي في 11 أغسطس 2006 في الولايات المتحدة بسبب مرض.

## أعمال

### أفلام
- (1950) سندريلا[6][7][8][9]

## وصلات خارجية
- مايك دوغلاس على موقع IMDb (الإنجليزية)
- مايك دوغلاس على موقع ميوزك برينز (الإنجليزية)
- مايك دوغلاس على موقع إن إن دي بي (الإنجليزية)
- مايك دوغلاس على موقع ديسكوغز (الإنجليزية)
- مايك دوغلاس على موقع قاعدة بيانات الفيلم (الإنجليزية)